# Nationaal park Lusenga Plain
Het nationaal park Lusenga Plain is een nationaal park in het district Kawambwa in de provincie Luapula in Zambia. Het park ligt ten zuidoosten van het Mwerumeer.
Lusenga Plain was oorspronkelijk een jachtgebied en werd in 1972 omgevormd tot een van de nationale parken van Zambia. De vlakte heeft een van de hoogste regenhoeveelheden van Zambia, met ongeveer 1500 millimeter regen per jaar. De Kalungwishi-rivier stroomt door het park en bevat de op één na hoogste waterval van Zambia: Lumangwe Falls. Oorspronkelijk was er een tekort aan wilde dieren, maar in 2007 werd begonnen met de herintroductie van diersoorten. Soorten die opnieuw zijn geïntroduceerd zijn onder andere grantzebra, puku en impala. Bij de Kundabwika Falls liggen rotstekeningen.
Lusenga Plain National Park heeft een culturele betekenis voor twee verschillende groepen. Het Ludavolk, geleid door Chief Mwata Kazembe, viert de Umutomboko Ceremonie en Senior Chief Mushota leidt zijn Chishingavolk in de jaarlijkse Chishinga Malaila Ceremonie.

## Important Bird Area
Het park is aangewezen als Important Bird Area door BirdLife International vanwege het belang voor significante populaties van koperstaartspoorkoekoek, lelkraanvogel, oorgier, diksnaveltok, Whytes baardvogel, witgezichtbaardvogel, roestbuikmees, roodkapkrombek, zwarthalseremomela, Miombosavannezanger, Boultons boszanger, kurrichanelijster, Cassins vliegenvanger, miomborotslijster, Arnots miertapuit, Anchieta's honingzuiger, westelijke miombohoningzuiger, roodrugwever, zwartwangkanarie.